# 세니젠
세니젠(Sanigen Co. Ltd.)은 대한민국의 식품 안전진단 기업이다. 본사는 경기도 안양시 동안구 흥안대로427번길 16에 위치해 있으며 대표이사는 박정웅이다.
식품의 원재료부터 제조가공 및 유통과정을 거쳐 소비자에게 전달되는 식품산업의 Value Chain 전주기에 대한 서비스를 제공한다 엠폭스 바이러스 진단키트 특허를 보유하고 있다

## 상장
2023년 11월 기술특례상장으로 KB제23호기업인수목적회사 합병을 통해 코스닥 시장에 상장하였다

## 같이 보기
- 나우아이비캐피탈
- 엠폭스

## 참고 문헌
1. ↑  박정웅 세니젠 대표, 기술경영인상 수상, 딜사이트, 2023년 10월 25일
2. ↑  이지은, 세니젠, 아프리카돼지열병 진단제품 세계동물보건기구 인증, 이데일리, 2024년 7월 3일
3. ↑  
주목할 만한 기업& CEO ㈜세니젠 박정웅 대표 “글로벌 식품안전 산업을 주도해 나갈 것”, 토요경제, 2024년 5월 9일
4. ↑  김규상, 하나증권 기업분석보고서-세니젠, 2023년 8월 24일
5. ↑  WHO, 엠폭스 비상사태 선포…세니젠 등 급등, 전자신문, 2024년 8월 19일
6. ↑  정민구, 세니젠, 변종 엠폭스 발생으로 상한가 기록, 바이오타임즈, 2024년 8월 23일
7. ↑  원영빈, 한국IR협의회 기술분석보고서-세니젠, 2024년 8월 1일